# Shovot
Shovot (uzbeko: Shovot; russo: Шават, Šavat) è una città dell'Uzbekistan. È il capoluogo del distretto di Shovot nella regione di Xorazm (Khorezm) e conta 28.836 abitanti (2010). La città si trova 37 km a nord-ovest di Urgench sulla strada che conduce in Turkmenistan, alla città di Daşoguz, da cui dista 35 km.
L'economia locale è basata sul cotone.